# Jerzy Hoffman
Jerzy Julian Hoffman est un réalisateur et scénariste polonais né le 15 mars 1932 à Cracovie.

## Biographie
En 1974, son film Plus fort que la tempête est nommé pour la 47e cérémonie des Oscars. Il est le père de Joanna Hoffman.

## Filmographie
- 1954 : Czy jesteś wśród nich?
- 1955 : Uwaga, chuligani!
- 1956 : Dzieci oskarżają
- 1957 : Na drogach Armenii
- 1958 : Pamiątka z Kalwarii
- 1958 : Karuzela Łowicka
- 1959 : Zielona bariera
- 1959 : Typy na dziś
- 1959 : Tor
- 1959 : Kryptonim Oktan
- 1959 : Gaudeamus
- 1960 : Reportaż prosto z patelni
- 1960 : Pocztówki z Zakopanego
- 1961 : Hawana '61
- 1961 : Aby kwitło życie
- 1961 : Dwa oblicza Boga
- 1962 : Spotkali się w Hawanie
- 1962 : Patria o muerte
- 1963 : Visitez Zakopane
- 1963 : Gangsters et philanthropes (Gangsterzy i filantropi)
- 1964 : Chwila wspomnień: rok 1956/1957
- 1964 : Prawo i pieść
- 1965 : Trzy kroki po ziemi
- 1966 : Jarmark cudów
- 1969 : Pan Wołodyjowski
- 1974 : Plus fort que la tempête (Potop)
- 1976 : Trędowata
- 1978 : Do krwi ostatniej
- 1982 : Znachor
- 1984 : La Traque
- 1993 : Piękna nieznajoma
- 1999 : Par le fer et par le feu (Ogniem i Mieczem)
- 2003 : Une vieille fable. Quand le soleil était un dieu
- 2008 : Ukraina: Narodziny narodu
- 2011 : La Bataille de Varsovie, 1920

## Nominations
- Nommé pour l'oscar du meilleur film en langue étrangère (1974)

## Distinctions
- Officier de l'ordre Polonia Restituta (1983)
- Grand-croix de l'ordre Polonia Restituta (1999)
- Médaille d'or du Mérite culturel polonais Gloria Artis (2005)